# Gare de Châteauneuf-sur-Cher
Gare de Châteauneuf-sur-Cher vasútállomás Franciaországban, Châteauneuf-sur-Cher településen.

## Vasútvonalak
Az állomást az alábbi vasútvonalak érintik:
- Bourges-Miécaze-vasútvonal

## Kapcsolódó állomások
A vasútállomáshoz az alábbi állomások vannak a legközelebb:
- Gare de Lunery (Gare de Bourges, Bourges-Miécaze-vasútvonal)
- Gare de Bigny (Gare de Montluçon-Ville, Bourges-Miécaze-vasútvonal)